# قائمة حلقات المكتب (مسلسل أمريكي)

شعار المسلسل

المكتب هو مسلسل أمريكي من نوع كوميديا المواقف أنتجته هيئة الإذاعة الوطنية. صنع المسلسل غريغ دانيلز ويعد اقتباسًا من مسلسل بريطاني بنفس الاسم، وهو وثائقي هزلي يحكي الحياة اليومية لموظفي شركة داندر ميفلين - شركة خيالية لتوزيع الورق - بفرع مدينة سكرانتون بولاية بنسيلفانيا. بدأ عرض المسلسل على هيئة الإذاعة الوطنية في الولايات المتحدة من 24 مارس 2005 وحتى 16 مايو 2013. بالإضافة إلى ذلك، أذيعت تسع حلقات ويب من مسلسل فرعي على موقع هيئة الإذاعة الوطنية.
عرض المسلسل موسمه الأول القصير في 2005 والذي يتكون من ست حلقات. تبعه عرض موسمه الثاني في 2005–2006 والذي يتكون من 22 حلقة، ثم موسمه الثالث في 2006–2007 والذي يتكون من 25 حلقة. بسبب إضراب نقابة الكتاب الأمريكية 2007-2008، عُرض الموسم الرابع من المسلسل في 2007–2008 واحتوى على 19 حلقة. عُرض الموسم الخامس في 2008–2009 ويتكون من 28 حلقة. عُرض الموسم السادس في 2009–2010 ويتكون من 26 حلقة. عُرض الموسم السابع في 2010–2011 ويتكون من 26 حلقة. عُرض الموسم الثامن في 2011–2012 ويتكون من 24 حلقة. وعُرض الموسم التاسع والأخير في 2012–2013 ويتكون من 25 حلقة. وإجمالي الحلقات التي عُرض من مسلسل المكتب على مدار التسعة مواسم هو 201 حلقة.
أولى سلاسل حلقات الويب كانت بعنوان «المحاسبون»، وتكونت من 10 حلقات وعُرضت بين الموسمين الثاني والثالث. تكونت سلسلة «قرض كيفن» من 4 حلقات وعُرضت بين الموسمين الرابع والخامس. عُرضت سلسلة «تفجر المشاعر» في منتصف الموسم الخامس وتكونت من 4 حلقات. في حين عُرضت سلسلة «الابتزاز» في نهاية الموسم الخامس وتكونت من 4 حلقات. وعُرضت سلسلة «جنسية خفيفة» في بداية الموسم السادس وتكونت من 3 حلقات. في حين أن سلسلة «المرشدة» قد عُرضت في نهاية الموسم السادس وتكونت من 4 حلقات. وعُرضت سلسلة «الطابق الثالث» في بداية الموسم السابع وتكونت من 3 حلقات. في حين أن سلسلة «التدوين الصوتي» قد عُرضت قرب منتصف الموسم السابع (وكانت متاحة قبلئذٍ على دي في دي الموسم السادس) وتكونت من 3 حلقات. وقد عُرضت آخر سلاسل حلقات الويب، والتي كانت بعنوان «ابنة الجيران»، في نهاية الموسم السابع وتكونت من حلقتين.
جميع المواسم التسع متاحة على دي في دي بالمناطق 1 و2 و4. ابتداءً من الموسم الخامس، أصبح المسلسل متاحًا بصيغة بلو راي. هذه القائمة مرتبة مرتبة حسب تاريخ عرض الحلقات الأصلي لا رمز الإنتاج التي وفرته هيئة الإذاعة الوطنية في دليلها الرسمي للحلقات، والذي يُظهر أي الحلقات قد صُورت أولاً.

## نظرة عامة
| الموسم | الموسم | الحلقات | الحلقات | البث الأصلي    | البث الأصلي   | الترتيب | متوسط المشاهدات (بالملايين) |
| الموسم | الموسم | الحلقات | الحلقات | البث الأول     | البث الأخير   | الترتيب | متوسط المشاهدات (بالملايين) |
| ------ | ------ | ------- | ------- | -------------- | ------------- | ------- | --------------------------- |
|        | 1      | 6       | 6       | 24 مارس 2005   | 26 أبريل 2005 | 102     | 5.4                         |
|        | 2      | 22      | 22      | 20 سبتمبر 2005 | 11 مايو 2006  | 67      | 8.0                         |
|        | 3      | 25      | 25      | 21 سبتمبر 2006 | 17 مايو 2007  | 68      | 8.3                         |
|        | 4      | 19      | 19      | 27 سبتمبر 2007 | 15 مايو 2008  | 77      | 8.9                         |
|        | 5      | 28      | 28      | 25 سبتمبر 2008 | 14 مايو 2009  | 52      | 9.0                         |
|        | 6      | 26      | 26      | 17 سبتمبر 2009 | 20 مايو 2010  | 52      | 7.8                         |
|        | 7      | 26      | 26      | 23 سبتمبر 2010 | 19 مايو 2011  | 53      | 7.7                         |
|        | 8      | 24      | 24      | 22 سبتمبر 2011 | 10 مايو 2012  | 87      | 6.5                         |
|        | 9      | 25      | 25      | 20 سبتمبر 2012 | 16 مايو 2013  | 94      | 5.1                         |

## الحلقات

### الموسم الأول (2005)
عُرض الموسم الأول ابتداءً من 24 مارس 2005 وحتى 26 أبريل من نفس العام. كان المسلسل في الأساس بديل نصف موسمي لمسلسل متعهد. نقل المسلسل الحبكة العامة من المسلسل البريطاني الذي أنتجه ستيفن ميرشانت وريكي جيرفيه، وبالأخص خطر تقليص الحجم بالجملة. مع ذلك، فإن الحلقة التجريبية وحدها هي التي كانت اقتباسًا مباشرًا من إحدى حلقات النسخة البريطانية.
قدم هذا الموسم الشخصيات الرئيسية، وأسس للحبكة العامة إذ أنها لطاقم وثائقي يسجل حيوات موظفي شركة داندر ميفلين للورق الخيالية. في صيغة وثائقي هزلي، تُظهر مايكل سكوت (ستيف كارل) - المدير الإقليمي لفرع مكتب سكرانتون - وهو يحاول إقناع صانعي الوثائقي أنه يترأس مكتبًا سعيدًا ومتقن العمل. في تلك الأثناء، يجد موظف المبيعات جيم هالبرت (جون كراسينسكي) طرقًا لتقويض زميله دوايت شروت (راين ويلسون)؛ وموظفة الاستقبال بام بيزلي (جينا فيشر) تحاول التعامل مع انعدام حساسية مايكل وتقلباته؛ والموظف المؤقت ريان هاوارد (بي. جيه. نوفاك) يراقب الجنون حوله.
| ر. الإجمالي | ر. في الموسم | العنوان          | المخرج        | الكاتب                                  | تاريخ العرض الأصلي | رمز الإنتاج | عدد المشاهدات الأمريكية (بالمليون) |
| ----------- | ------------ | ---------------- | ------------- | --------------------------------------- | ------------------ | ----------- | ---------------------------------- |
| 1           | 1            |                  | كين كوابيس    | ريكي جيرفيه، ستيفن ميرشانت، غريغ دانيلز | 24 مارس 2005       | 1001        | 11.20                              |
| 2           | 2            | «يوم التنوع»     | كين كوابيس    | بي. جيه. نوفاك                          | 29 مارس 2005       | 1002        | 6.00                               |
| 3           | 3            | «الرعاية الصحية» | كين ويتينغهام | بول ليبرشتاين                           | 5 أبريل 2005       | 1006        | 5.80                               |
| 4           | 4            | «التحالف»        | بريان جوردون  | مايكل شور                               | 12 أبريل 2005      | 1004        | 5.40                               |
| 5           | 5            | «كرة السلة»      | غريغ دانيلز   | غريغ دانيلز                             | 19 أبريل 2005      | 1005        | 5.00                               |
| 6           | 6            | «الفتاة الجذابة» | إيمي هيكرلينج | ميندي كالينغ                            | 26 أبريل 2005      | 1003        | 4.80                               |

### الموسم الثاني (2005–2006)
بدأ عرض الموسم الثاني من المسلسل في 20 سبتمبر 2005 وانتهى عرضه في 11 مايو 2006. في البداية طلبت إن بي سي ست حلقات فقط لهذا الموسم، في سبتمبر طلبت سبع حلقات أخرى. في 3 نوفمبر 2005، طلبت إن بي سي ثلاث حلقات إضافية، وانتهى بها المطاف لطلب موسم كامل يتكون من 22 حلقة. تميز الموسم الثاني بأول حلقة «ذات حجم كبير» من المسلسل.
طور الموسم الثاني من الحبكة أكثر في الخوف من تقليص الشركة، بالإضافة إلى تقديم شخصيات جديدة وتطوير الشخصيات الصغرى، خاصةً دوايت. بينما يبدأ مايكل علاقته مع رئيسته جان ليفينسن (ميلورا هاردن)، أصبحت علاقة بام وجيم إحدى النقاط المحورية للموسم. يصبح توافهما أكثر وضوحًا بازدياد مشاعر جيم لبام، في حين تكافح بام في علاقتها بعامل المخزن روي أندرسون (ديفيد دينمان).
| ر. الإجمالي | ر. في الموسم | العنوان                    | المخرج            | الكاتب                     | تاريخ العرض الأصلي | رمز الإنتاج | عدد المشاهدات الأمريكية (بالمليون) |
| ----------- | ------------ | -------------------------- | ----------------- | -------------------------- | ------------------ | ----------- | ---------------------------------- |
| 7           | 1            | «جوائز الداندي»            | غريغ دانيلز       | ميندي كالينغ               | 20 سبتمبر 2005     | 2003        | 9.00                               |
| 8           | 2            | «تحرش جنسي»                | كين كوابيس        | بي. جيه. نوفاك             | 27 سبتمبر 2005     | 2002        | 7.13                               |
| 9           | 3            | «أوليمبيات المكتب»         | بول فيغ           | مايكل شور                  | 4 أكتوبر 2005      | 2004        | 8.30                               |
| 10          | 4            | «الحريق»                   | كين كوابيس        | بي. جيه. نوفاك             | 11 أكتوبر 2005     | 2001        | 7.60                               |
| 11          | 5            | «الهالووين»                | بول فيغ           | غريغ دانيلز                | 18 أكتوبر 2005     | 2006        | 8.00                               |
| 12          | 6            | «المشاجرة»                 | كين كوابيس        | جين ستوبنيتسكي، لي آيزنبرغ | 1 نوفمبر 2005      | 2007        | 7.90                               |
| 13          | 7            | «العميل»                   | غريغ دانيلز       | بول ليبرشتاين              | 8 نوفمبر 2005      | 2005        | 7.50                               |
| 14          | 8            | «مراجعة الأداء»            | بول فيغ           | لاري ويلمور                | 15 نوفمبر 2005     | 2009        | 8.00                               |
| 15          | 9            | «مراقبة البريد الإلكتروني» | بول فيغ           | جينيفر تشيلوتا             | 22 نوفمبر 2005     | 2008        | 8.10                               |
| 16          | 10           | «حفل عيد الميلاد»          | تشارلز ماكدوغال   | مايكل شور                  | 6 ديسمبر 2005      | 2010        | 9.70                               |
| 17          | 11           | «رحلة خمور»                | كين كوابيس        | غريغ دانيلز                | 5 يناير 2006       | 2013        | 8.70                               |
| 18          | 12           | «الإصابة»                  | بريان جوردون      | ميندي كالينغ               | 12 يناير 2006      | 2011        | 10.30                              |
| 19          | 13           | «السر»                     | ديني غوردون       | لي آيزنبرغ، جين ستوبنيتسكي | 19 يناير 2006      | 2014        | 8.70                               |
| 20          | 14           | «البساط»                   | فيكتور نيلي الابن | بول ليبرشتاين              | 26 يناير 2006      | 2012        | 8.60                               |
| 21          | 15           | «الفتيان والفتيات»         | ديني غوردون       | بي. جيه. نوفاك             | 2 فبراير 2006      | 2015        | 5.42                               |
| 22          | 16           | «عيد الحب»                 | غريغ دانيلز       | مايكل شور                  | 9 فبراير 2006      | 2016        | 8.95                               |
| 23          | 17           | «خطاب دوايت»               | تشارلز ماكدوغال   | بول ليبرشتاين              | 2 مارس 2006        | 2017        | 8.40                               |
| 24          | 18           | «خذ ابنتك إلى يوم العمل»   | فيكتور نيلي الابن | ميندي كالينغ               | 16 مارس 2006       | 2018        | 8.80                               |
| 25          | 19           | «عيد ميلاد مايكل»          | كين ويتينغهام     | جين ستوبنيتسكي، لي آيزنبرغ | 30 مارس 2006       | 2019        | 7.80                               |
| 26          | 20           | «اختبار المخدرات»          | غريغ دانيلز       | جينيفر تشيلوتا             | 27 أبريل 2006      | 2022        | 7.80                               |
| 27          | 21           | «حل النزاعات»              | تشارلز ماكدوغال   | غريغ دانيلز                | 4 مايو 2006        | 2020        | 7.40                               |
| 28          | 22           | «ليلة نادي القمار»         | كين كوابيس        | ستيف كارل                  | 11 مايو 2006       | 2021        | 7.60                               |

### الموسم الثالث (2006–2007)
بدأ عرض الموسم الثالث في 21 سبتمبر 2006، وانتهى عرضه في 17 مايو 2007. يتكون الموسم من 25 حلقة، من ضمنها حلقتان مدتهما ساعة، وأربع حلقات «كبيرة الحجم»، ومخرجين ضيوف مثل جاي جاي أبرامز وجوس ويدن وهارولد راميس.
تميز الموسم بانتقال الشخصية الرئيسية جيم هالبرت من سكرانتون إلى ستامفورد، وظهرت شخصيات جديدة منها كارين فيليبيلي (رشيدة جونز) وآندي برنارد (إد هيلمز) - موظفان في داندر ميفلين ستامفورد - وهما شخصيتان مساندتان. سيترقى لاحقًا آندي برنارد إلى شخصية رئيسية. الحبكة الرئيسة للحلقات الأولى من الموسم تتعامل مع مشكلة متكررة في الموسمين الأول والثاني - مشكلة تقلص حجم الشركة - في حين أن النصف الثاني من الموسم يعد العلاقات داخل المكتب نقطة محورية في الحبكة. منح موقع ميتاكريتيك - موقع يحسب التقييمات على مقام 100 لمراجعات النقاد - 85 نقطة من أصل 100 استنادًا إلى 5 مراجعات مجمعة، مما يشير إلى «إشادة عالمية».
| ر. الإجمالي | ر. في الموسم | العنوان              | المخرج         | الكاتب                                | تاريخ العرض الأصلي | رمز الإنتاج | عدد المشاهدات الأمريكية (بالمليون) |
| ----------- | ------------ | -------------------- | -------------- | ------------------------------------- | ------------------ | ----------- | ---------------------------------- |
| 29          | 1            |                      | كين كوابيس     | غريغ دانيلز                           | 21 سبتمبر 2006     | 3001        | 9.11                               |
| 30          | 2            | «المؤتمر»            | كين ويتينغهام  | جين ستوبنيتسكي، لي آيزنبرغ            | 28 سبتمبر 2006     | 3006        | 7.78                               |
| 31          | 3            | «الانقلاب»           | غريغ دانيلز    | بول ليبرشتاين                         | 5 أكتوبر 2006      | 3002        | 8.89                               |
| 32          | 4            | «استشارات الأسى»     | روجر نيغارد    | جينيفر تشيلوتا                        | 12 أكتوبر 2006     | 3003        | 8.83                               |
| 33          | 5            | «المبادرة»           | راندال أينهورن | بي. جيه. نوفاك                        | 19 أكتوبر 2006     | 3005        | 8.46                               |
| 34          | 6            | «ديوالي»             | ميغيل أرتيتا   | ميندي كالينغ                          | 2 نوفمبر 2006      | 3004        | 8.81                               |
| 35          | 7            | «إغلاق الفرع»        | تاكر غيتس      | مايكل شور                             | 9 نوفمبر 2006      | 3007        | 8.05                               |
| 36          | 8            | «الاندماج»           | كين ويتينغهام  | برينت فورستر                          | 16 نوفمبر 2006     | 3008        | 8.63                               |
| 37          | 9            | «المدان»             | جيفري بليتز    | ريكي جيرفيه، ستيفن ميرشانت            | 30 نوفمبر 2006     | 3010        | 9.07                               |
| 3839        | 1011         | «عيد ميلاد عصفري»    | هارولد راميس   | جينيفر تشيلوتا                        | 14 ديسمبر 2006     | 30093014    | 8.44                               |
| 40          | 12           | «العودة من العطلة»   | جوليان فارينو  | جاستن سبيتزر                          | 4 يناير 2007       | 3011        | 8.80                               |
| 41          | 13           | «الباعة الجائلون»    | غريغ دانيلز    | مايكل شور، لي آيزنبرغ، جين ستوبنيتسكي | 11 يناير 2007      | 3012        | 10.12                              |
| 42          | 14           | «العودة»             | غريغ دانيلز    | لي آيزنبرغ، جين ستوبنيتسكي، مايكل شور | 18 يناير 2007      | 3013        | 10.20                              |
| 43          | 15           | «بن فرانكلين»        | راندال أينهورن | ميندي كالينغ                          | 1 فبراير 2007      | 3015        | 10.11                              |
| 44          | 16           | «زفاف فيليس»         | كين ويتينغهام  | كارولين ويليامز                       | 8 فبراير 2007      | 3016        | 8.84                               |
| 45          | 17           | «كلية إدارة الأعمال» | جوس ويدن       | برينت فورستر                          | 15 فبراير 2007     | 3017        | 8.84                               |
| 46          | 18           | «مشاريب الكوكتيل»    | جاي جاي أبرامز | بول ليبرشتاين                         | 22 فبراير 2007     | 3018        | 8.30                               |
| 47          | 19           | «التفاوض»            | جيفري بليتز    | مايكل شور                             | 5 أبريل 2007       | 3019        | 6.74                               |
| 48          | 20           | «تدريب السلامة»      | هارولد راميس   | بي. جيه. نوفاك                        | 12 أبريل 2007      | 3020        | 7.71                               |
| 49          | 21           | «سحب السلع»          | راندال أينهورن | جاستن سبيتزر، برينت فورستر            | 26 أبريل 2007      | 3025        | 7.56                               |
| 50          | 22           | «تقدير النساء»       | تاكر غيتس      | جين ستوبنيتسكي، لي آيزنبرغ            | 3 مايو 2007        | 3021        | 7.00                               |
| 51          | 23           | «ألعاب الشاطئ»       | هارولد راميس   | جينيفر تشيلوتا، غريغ دانيلز           | 10 مايو 2007       | 3022        | 7.20                               |
| 5253        | 2425         | «الوظيفة»            | كين كوابيس     | بول ليبرشتاين، مايكل شور              | 17 مايو 2007       | 30233024    | 7.88                               |

### الموسم الرابع (2007–2008)
طلبت هيئة الإذاعة الوطنية الموسم الرابع كاملاً وبه 30 حلقة، والذي تضمن 5 حلقات خاصة مدتها ساعة. ومع ذلك، تسبب إضراب نقابة الكتاب الأمريكية 2007-2008 بإيقاف الإنتاج لمدة خمسة أشهر تقريبًا في منتصف الموسم (بين حلقتي «الإيداع» و«حفل العشاء»). بسبب الإيقاف، انتهى الحال بالموسم الرابع لتصبح حلقاته 19 حلقة مدتها نصف ساعة، و10 حلقات منها اندمجت لتكون حلقات مدتها ساعة. بدأ عرض الموسم في 27 سبتمبر 2007.
أبرز الموسم الرابع رحيل شخصية كارين فيليبيلي من دورها المساند، مع أنها ظهرت في بضع ثوانٍ من الحلقة الأولى «ركض مرح»؛ وأصبحت المديرة الإقليمية لفرع أوتيكا في الحلقة السادسة «حرب الفروع». طفت العلاقات على سطح الموسم لتصبح موضوعًا أساسيًا له، بصعود علاقة جيم وبام وعلاقة مايكل وجان، وبالإضافة إلى هبوط علاقة دوايت وأنجيلا. كانت التكنولوجيا موضوعًا آخر للموسم إذ أن طاقم المكتب يكافح بالمبادرات التي يقدمها ريان لتحديث الشركة.
| ر. الإجمالي | ر. في الموسم | العنوان                 | المخرج         | الكاتب                        | تاريخ العرض الأصلي | رمز الإنتاج | عدد المشاهدات الأمريكية (بالمليون) |
| ----------- | ------------ | ----------------------- | -------------- | ----------------------------- | ------------------ | ----------- | ---------------------------------- |
| 5455        | 12           | [ م 2 ]                 | غريغ دانيلز    | غريغ دانيلز                   | 27 سبتمبر 2007     | 40014002    | 9.70                               |
| 5657        | 34           | «داندر ميفلين إنفينيتي» | كريغ زيسك      | مايكل شور                     | 4 أكتوبر 2007      | 40034004    | 8.49                               |
| 5859        | 56           | «حفل الغداء»            | كين ويتينغهام  | جينيفر تشيلوتا                | 11 أكتوبر 2007     | 40054006    | 8.91                               |
| 6061        | 78           | «النقود»                | بول ليبرشتاين  | بول ليبرشتاين                 | 18 أكتوبر 2007     | 40074008    | 8.50                               |
| 62          | 9            | «إعلان محلي»            | جيسون رايتمان  | بي. جيه. نوفاك                | 25 أكتوبر 2007     | 4009        | 8.98                               |
| 63          | 10           | «حرب الفرعين»           | جوس ويدن       | ميندي كالينغ                  | 1 نوفمبر 2007      | 4010        | 8.39                               |
| 64          | 11           | «الرجل الناجي»          | بول فيغ        | ستيف كارل                     | 8 نوفمبر 2007      | 4011        | 8.29                               |
| 65          | 12           | «الإيداع»               | جوليان فارينو  | ليستير لويس                   | 15 نوفمبر 2007     | 4012        | 8.86                               |
| 66          | 13           | «حفل العشاء»            | بول فيغ        | جين ستوبنيتسكي، لي آيزنبرغ    | 10 أبريل 2008      | 4013        | 9.22                               |
| 67          | 14           | «عارضة الكرسي»          | جيفري بليتز    | بي. جيه. نوفاك                | 17 أبريل 2008      | 4014        | 9.81                               |
| 68          | 15           | «ليلة بالخارج»          | كين ويتينغهام  | ميندي كالينغ                  | 24 أبريل 2008      | 4015        | 7.56                               |
| 69          | 16           | «هل تعلثمت أنا؟»        | راندال أينهورن | برينت فورستر، جاستن سبيتزر    | 1 مايو 2008        | 4016        | 7.67                               |
| 70          | 17           | «معرض الوظائف»          | تاكر غيتس      | لي آيزنبرغ، جين ستوبنيتسكي    | 8 مايو 2008        | 4017        | 7.22                               |
| 7172        | 1819         | «إلى اللقاء يا توبي»    | بول فيغ        | جينيفر تشيلوتا، بول ليبرشتاين | 15 مايو 2008       | 40184019    | 8.07                               |

### الموسم الخامس (2008–2009)
في 10 أبريل 2008، طلبت هيئة الإذاعة الوطنية موسمًا خامسًا يتكون من 28 حلقة مدتها نصف ساعة، أربع منها عُرضوا أزواجًا بصيغة حلقة مدتها ساعة. بدأ عرض الموسم في 25 سبتمبر 2008.
سلط هذا الموسم الضوء على العلاقة المتقلبة مع الشركة، لأنه في البداية يُشاد بأرقامه المدهشة ويُكافئ عليها بالرغم من التراجع الاقتصادي. مع ذلك، عند تعيين رئيس جديد يشعر مايكل بالإهانة بسبب تصرفه المسيطر. الموضوع في بداية الموسم ومنتصفه كان يدور حول العلاقات الشخصية مع دوايت وأنجيلا وآندي وجيم وبام ومايكل وجان وهولي. مع ذلك، تحول الموضوع إلى النمو الوظيفي، إذ أن ريان وبام ومايكل أسسوا شركة مايكل سكوت للورق، وذهاب بام ومايكل لدائرة محاضرات وتوظيف تشارلز بوظيفة جان وريان ومشاكل جيم مع تشارلز. ركزت الحلقات القليلة من الموسم على العلاقات مرةً أخرى، بحدوث أحداث كبرى في علاقة جيم وبام، وأيضًا في علاقة هولي ومايكل.
| ر. الإجمالي | ر. في الموسم | العنوان                        | المخرج         | الكاتب                          | تاريخ العرض الأصلي | رمز الإنتاج | عدد المشاهدات الأمريكية (بالمليون) |
| ----------- | ------------ | ------------------------------ | -------------- | ------------------------------- | ------------------ | ----------- | ---------------------------------- |
| 7374        | 12           | «فقدان الوزن»                  | بول فيغ        | لي آيزنبرغ، جين ستوبنيتسكي      | 25 سبتمبر 2008     | 50015002    | 9.20                               |
| 75          | 3            | «أخلاق المهنة»                 | جيفري بليتز    | ريان كوه                        | 9 أكتوبر 2008      | 5003        | 8.99                               |
| 76          | 4            | «حفل استقبال الرضيع»           | غريغ دانيلز    | آرون شور                        | 16 أكتوبر 2008     | 5004        | 8.07                               |
| 77          | 5            | «مساعدة بالجريمة»              | جينيفر تشيلوتا | تشارلي غراندي                   | 23 أكتوبر 2008     | 5005        | 7.74                               |
| 78          | 6            | «نقل موظف»                     | ديفيد روجرز    | أنتوني كيو فاريل                | 30 أكتوبر 2008     | 5006        | 9.32                               |
| 79          | 7            | «استبيان العملاء»              | ستيفن ميرشانت  | ليستير لويس                     | 6 نوفمبر 2008      | 5007        | 8.35                               |
| 80          | 8            | «رحلة عمل»                     | راندال أينهورن | برينت فورستر                    | 13 نوفمبر 2008     | 5009        | 8.18                               |
| 81          | 9            | «تلفيق تهمة لتوبي»             | جيسون رايتمان  | ميندي كالينغ                    | 20 نوفمبر 2008     | 5008        | 8.40                               |
| 82          | 10           | «الفائض»                       | بول فيغ        | جين ستوبنيتسكي، لي آيزنبرغ      | 4 ديسمبر 2008      | 5013        | 8.33                               |
| 83          | 11           | «عيد الميلاد المغربي»          | بول فيغ        | جاستن سبيتزر                    | 11 ديسمبر 2008     | 5010        | 8.79                               |
| 84          | 12           | «المبارزة»                     | دين هولاند     | جينيفر تشيلوتا                  | 15 يناير 2009      | 5011        | 8.50                               |
| 85          | 13           | «برنس فاميلي للورق»            | أسعد قلادة     | بي. جيه. نوفاك                  | 22 يناير 2009      | 5012        | 8.74                               |
| 8687        | 1415         | «تخفيف التوتر»                 | جيفري بليتز    | بول ليبرشتاين                   | 1 فبراير 2009      | 50165017    | 22.91                              |
| 88          | 16           | «محاضرة الدائرة: الجزء الأول»  | كين كوابيس     | ميندي كالينغ                    | 5 فبراير 2009      | 5014        | 8.39                               |
| 89          | 17           | «محاضرة الدائرة: الجزء الثاني» | كين كوابيس     | ميندي كالينغ                    | 12 فبراير 2009     | 5015        | 8.89                               |
| 90          | 18           | «حملة التبرع بالدم»            | راندال أينهورن | برينت فورستر                    | 5 مارس 2009        | 5018        | 8.63                               |
| 91          | 19           | «التذكرة الذهبية»              | راندال أينهورن | ميندي كالينغ                    | 12 مارس 2009       | 5019        | 7.51                               |
| 92          | 20           | «رئيس جديد»                    | بول فيغ        | لي آيزنبرغ، جين ستوبنيتسكي      | 19 مارس 2009       | 5020        | 7.95                               |
| 93          | 21           | «أسبوعان»                      | بول ليبرشتاين  | آرون شور                        | 26 مارس 2009       | 5021        | 8.45                               |
| 94          | 22           | «فريق الأحلام»                 | بول فيغ        | بي. جيه. نوفاك                  | 9 أبريل 2009       | 5022        | 7.20                               |
| 95          | 23           | «شركة مايكل سكوت للورق»        | جين ستوبنيتسكي | جاستن سبيتزر                    | 9 أبريل 2009       | 5023        | 7.94                               |
| 96          | 24           | «المنافسة الشديدة»             | كين ويتينغهام  | ريان كوه                        | 16 أبريل 2009      | 5024        | 8.24                               |
| 97          | 25           | «مفلسون»                       | ستيف كارل      | تشارلي غراندي                   | 23 أبريل 2009      | 5025        | 7.21                               |
| 98          | 26           | «الجمعة العفوية»               | برينت فورستر   | أنتوني كيو فاريل                | 30 أبريل 2009      | 5026        | 7.31                               |
| 99          | 27           | «ملهى القهوة»                  | راندال أينهورن | وارن ليبرشتاين، هالستيد سوليفان | 7 مايو 2009        | 5027        | 7.71                               |
| 100         | 28           | «نزهة الشركة»                  | كين كوابيس     | جينيفر تشيلوتا، بول ليبرشتاين   | 14 مايو 2009       | 5028        | 6.72                               |

### الموسم السادس (2009–2010)
في 15 يناير 2009، أعلنت هيئة الإذاعة الوطنية تجديد عقدها للمسلسل لموسم سادس، ويتكون من 26 حلقة مدتها نصف ساعة، أربع من الحلقات اندمجت في أزواج لتصبح حلقتين مدتهما ساعة. بدأ عرض الموسم في 17 سبتمبر 2009.
تتضمن فصول القصة في الموسم السادس ترقية جيم إلى منصب مدير مشارك مع مايكل لفرع سكرانتون، ومواعدة مايكل لوالدة بام، ومحاولات دوايت لفصل جيم من الشركة، ومواجهة داندر ميفلين لمستقبل مجهول بسبب شائعات الإفلاس، لتصبح لاحقًا جزءًا من شركة أكبر تسمى سيبر (Sabre). يتميز الموسم أيضًا بشكل أساسي بحفل الزفاف المنتظر طويلاً لجيم وبام، وكذلك ولادة طفلتهما الأولى.
| ر. الإجمالي | ر. في الموسم | العنوان                 | المخرج                 | الكاتب                          | تاريخ العرض الأصلي | رمز الإنتاج | عدد المشاهدات الأمريكية (بالمليون) |
| ----------- | ------------ | ----------------------- | ---------------------- | ------------------------------- | ------------------ | ----------- | ---------------------------------- |
| 101         | 1            | «النميمة»               | بول ليبرشتاين          | بول ليبرشتاين                   | 17 سبتمبر 2009     | 6001        | 8.20                               |
| 102         | 2            | «الاجتماع»              | راندال أينهورن         | آرون شور                        | 24 سبتمبر 2009     | 6002        | 7.33                               |
| 103         | 3            | «الترقية»               | جينيفر تشيلوتا         | جينيفر تشيلوتا                  | 1 أكتوبر 2009      | 6003        | 7.28                               |
| 104105      | 45           | «نياغرا»                | بول فيغ                | غريغ دانيلز، ميندي كالينغ       | 8 أكتوبر 2009      | 60046005    | 9.42                               |
| 106         | 6            | «مافيا»                 | ديفيد روجرز            | برينت فورستر                    | 15 أكتوبر 2009     | 6006        | 8.10                               |
| 107         | 7            | «العاشق»                | لي آيزنبرغ             | لي آيزنبرغ، جين ستوبنيتسكي      | 22 أكتوبر 2009     | 6007        | 8.52                               |
| 108         | 8            | «بركة كوي»              | ريجينالد هودلين        | وارن ليبرشتاين، هالستيد سوليفان | 29 أكتوبر 2009     | 6009        | 8.20                               |
| 109         | 9            | «موعد مزدوج»            | سيث جوردون             | تشارلي غراندي                   | 5 نوفمبر 2009      | 6008        | 7.94                               |
| 110         | 10           | «جريمة قتل»             | غريغ دانيلز            | دانيال تشونغ                    | 12 نوفمبر 2009     | 6010        | 7.76                               |
| 111         | 11           | «اجتماع المساهمين»      | تشارلز ماكدوغال        | جاستن سبيتزر                    | 19 نوفمبر 2009     | 6011        | 7.43                               |
| 112         | 12           | «أولاد توت»             | بي. جيه. نوفاك         | جين ستوبنيتسكي، لي آيزنبرغ      | 3 ديسمبر 2009      | 6013        | 8.10                               |
| 113         | 13           | «بابا نويل السري»       | راندال أينهورن         | ميندي كالينغ                    | 10 ديسمبر 2009     | 6014        | 8.51                               |
| 114         | 14           | «المصرفي»               | جيفري بليتز            | جيسون كيسلر                     | 21 يناير 2010      | 6012        | 7.29                               |
| 115         | 15           | «سيبر»                  | جون كراسينسكي          | جينيفر تشيلوتا                  | 4 فبراير 2010      | 6015        | 7.36                               |
| 116         | 16           | «المدير وموظف المبيعات» | مارك ويب               | ميندي كالينغ                    | 11 فبراير 2010     | 6016        | 7.40                               |
| 117118      | 1718         | «الولادة»               | سيث جوردونهارولد راميس | دانيال تشونغتشارلي غراندي       | 4 مارس 2010        | 60186019    | 9.00                               |
| 119         | 19           | «يوم القديس باتريك»     | راندال أينهورن         | جوناثان هيوز                    | 11 مارس 2010       | 6017        | 7.51                               |
| 120         | 20           | «أدوار جديدة»           | برينت فورستر           | برينت فورستر                    | 18 مارس 2010       | 6020        | 7.63                               |
| 121         | 21           | «الساعة السعيدة»        | مات سون                | بي. جيه. نوفاك                  | 25 مارس 2010       | 6021        | 7.17                               |
| 122         | 22           | «يوم أمناء السر»        | ستيف كارل              | ميندي كالينغ                    | 22 أبريل 2010      | 6022        | 6.30                               |
| 123         | 23           | «لغة الجسد»             | ميندي كالينغ           | جاستن سبيتزر                    | 29 أبريل 2010      | 6023        | 7.01                               |
| 124         | 24           | «التستر»                | راين ويلسون            | جين ستوبنيتسكي، لي آيزنبرغ      | 6 مايو 2010        | 6024        | 6.84                               |
| 125         | 25           | «الأحمق»                | راندال أينهورن         | آرون شور                        | 13 مايو 2010       | 6025        | 6.60                               |
| 126         | 26           | «كاشف الفضيحة»          | بول ليبرشتاين          | وارن ليبرشتاين، هالستيد سوليفان | 20 مايو 2010       | 6026        | 6.60                               |

### الموسم السابع (2010–2011)
في 5 مارس 2010، أعلنت هيئة الإذاعة الوطنية رسميًا أنها جددت عقدها لموسم سابع، يتكون من 26 حلقة مدتها نصف ساعة، أربع منها اندمجت لتعرض أزواجًا بصيغة حلقتين مدتهما ساعة. أكد ستيف كارل أن الموسم سيكون آخر موسم له في المسلسل. بدأ عرض الموسم في 23 سبتمبر 2010.
يتمحور الموسم السابع من المسلسل بشكل كبير حول تطور الشخصيات ورحيل مايكل من المسلسل. بعد استدعاء توبي لواجب هيئة المحلفين، تعود هولي، مما يجعل مايكل يسعى لمواعدتها مجددًا، برغم أنها في علاقة مع شخص آخر. بعد إثباته نفسه في النهاية لها، يقوم بخطبتها، ولكن يقرر مايكل الانتقال إلى بولدر بولاية كولورادو لمساعدة هولي بالاعتناء بوالديها المسنين. بعد رحيل مايكل، يضطر المكتب لاختيار مدير جديد.
| ر. الإجمالي | ر. في الموسم | العنوان                           | المخرج           | الكاتب                          | تاريخ العرض الأصلي | رمز الإنتاج | عدد المشاهدات الأمريكية (بالمليون) |
| ----------- | ------------ | --------------------------------- | ---------------- | ------------------------------- | ------------------ | ----------- | ---------------------------------- |
| 127         | 1            | «المحسوبية»                       | جيفري بليتز      | دانيال تشونغ                    | 23 سبتمبر 2010     | 7001        | 8.40                               |
| 128         | 2            | «الاستشارة»                       | جيفري بليتز      | بي. جيه. نوفاك                  | 30 سبتمبر 2010     | 7002        | 7.36                               |
| 129         | 3            | «مسرحية آندي»                     | جون ستيوارت سكوت | تشارلي غراندي                   | 7 أكتوبر 2010      | 7003        | 6.95                               |
| 130         | 4            | «التربية الجنسية»                 | بول ليبرشتاين    | بول ليبرشتاين                   | 14 أكتوبر 2010     | 7004        | 7.36                               |
| 131         | 5            | «اللسعة»                          | راندال أينهورن   | ميندي كالينغ                    | 21 أكتوبر 2010     | 7005        | 6.87                               |
| 132         | 6            | «مسابقة الأزياء»                  | دين هولاند       | جاستن سبيتزر                    | 28 أكتوبر 2010     | 7006        | 8.07                               |
| 133         | 7            | «التعميد»                         | أليكس هاردكاسل   | بيتر أوكو                       | 4 نوفمبر 2010      | 7007        | 7.65                               |
| 134         | 8            | «حفل المشاهدة»                    | كين ويتينغهام    | جون فيتي                        | 11 نوفمبر 2010     | 7008        | 7.15                               |
| 135         | 9            | «ووف.كوم»                         | داني لينر        | آرون شور                        | 18 نوفمبر 2010     | 7009        | 7.28                               |
| 136         | 10           | «الصين»                           | تشارلز ماكدوغال  | هالستيد سوليفان، وارن ليبرشتاين | 2 ديسمبر 2010      | 7010        | 7.31                               |
| 137138      | 1112         | «عيد الميلاد الأنيق»              | راين ويلسون      | ميندي كالينغ                    | 9 ديسمبر 2010      | 70117012    | 7.18                               |
| 139         | 13           | «الإنذار»                         | ديفيد روجرز      | كاري كيمبر                      | 20 يناير 2011      | 7013        | 8.26                               |
| 140         | 14           | «الندوة»                          | بي. جيه. نوفاك   | ستيف هيلي                       | 27 يناير 2011      | 7014        | 7.93                               |
| 141         | 15           | «البحث»                           | مايكل سبيلر      | برينت فورستر                    | 3 فبراير 2011      | 7015        | 7.29                               |
| 142         | 16           | «التعبير العلني عن المشاعر»       | غريغ دانيلز      | روبرت بادنيك                    | 10 فبراير 2011     | 7017        | 6.90                               |
| 143         | 17           | «مستوى التهديد بمنتصف الليل»      | تاكر غيتس        | بي. جيه. نوفاك                  | 17 فبراير 2011     | 7016        | 6.41                               |
| 144         | 18           | «تود باكر»                        | راندال أينهورن   | أميلي جيليت                     | 24 فبراير 2011     | 7018        | 6.12                               |
| 145         | 19           | «مزاد المرآب»                     | ستيف كارل        | جون فيتي                        | 24 مارس 2011       | 7019        | 7.07                               |
| 146         | 20           | «يوم التدريب»                     | بول ليبرشتاين    | دانيال تشونغ                    | 14 أبريل 2011      | 7020        | 7.87                               |
| 147         | 21           | «حفل جوائز الداندي الأخير لمايكل» | ميندي كالينغ     | ميندي كالينغ                    | 21 أبريل 2011      | 7021        | 6.85                               |
| 148         | 22           | «إلى اللقاء يا مايكل»             | بول فيغ          | غريغ دانيلز                     | 28 أبريل 2011      | 7022        | 8.42                               |
| 149         | 23           | «الدائرة الداخلية»                | مات سون          | تشارلي غراندي                   | 5 مايو 2011        | 7023        | 6.90                               |
| 150         | 24           | «دوايت ك. شروت المدير (المؤقت)»   | تروي ميلر        | جاستن سبيتزر                    | 12 مايو 2011       | 7024        | 6.45                               |
| 151152      | 2526         | «لجنة البحث»                      | جيفري بليتز      | بول ليبرشتاين                   | 19 مايو 2011       | 70257026    | 7.29                               |

### الموسم الثامن (2011–2012)
في 17 مارس 2011، جددت هيئة الإذاعة الوطنية عقدها لمسلسل المكتب لموسم ثامن، ويتكون من 24 حلقة. يركز هذا الموسم على آندي برنارد وترقيته لمنصب مدير فرع سكرانتون، قبل استبداله بنيلي برترام (كاثرين تيت) في منتصف الموسم. أصبح جيمس سبيدر ممثل رئيسي، ويمثل دور روبرت كاليفورنيا، الرئيس التنفيذي الجديد لشركة سيبر. أيضًا، يُولد الطفل الثاني لجيم وبام.
يتمركز الموسم الثامن من المسلسل بشكل كبير حول سلوكيات للرئيس التنفيذي الجديد لشركة سيبر روبرت كاليفورنيا. في البداية، يظهر هادئًا ورابط الجأش ويقظًا. مع ذلك، بتقدم الموسم، يتضح أن أسلوب إدارته يدمر الشركة ببطء. يسافر دوايت مع جيم وستانلي وريان وإرين وكاثي سيمز (ليندسي برود) إلى فلوريدا للمساعدة في إنشاء متجر لسيبر، حيث توجد نيلي برترام. في النهاية، يشتري ديفيد والاس المدير المالي السابق لداندر ميفلين الشركة مرةً أخرى، وقام بفصل كاليفورنيا.
| ر. الإجمالي | ر. في الموسم | العنوان                        | المخرج          | الكاتب                          | تاريخ العرض الأصلي | رمز الإنتاج | عدد المشاهدات الأمريكية (بالمليون) |
| ----------- | ------------ | ------------------------------ | --------------- | ------------------------------- | ------------------ | ----------- | ---------------------------------- |
| 153         | 1            |                                | بي. جيه. نوفاك  | بي. جيه. نوفاك                  | 22 سبتمبر 2011     | 8002        | 7.64                               |
| 154         | 2            | «الحافز»                       | تشارلز ماكدوغال | بول ليبرشتاين                   | 29 سبتمبر 2011     | 8001        | 6.70                               |
| 155         | 3            | «اليانصيب»                     | جون كراسينسكي   | تشارلي غراندي                   | 6 أكتوبر 2011      | 8005        | 5.82                               |
| 156         | 4            | «حفل الحديقة»                  | ديفيد روجرز     | جاستن سبيتزر                    | 13 أكتوبر 2011     | 8004        | 6.08                               |
| 157         | 5            | «الفزع»                        | راندال أينهورن  | كاري كيمبر                      | 27 أكتوبر 2011     | 8006        | 5.53                               |
| 158         | 6            | «يوم الحساب»                   | تروي ميلر       | دانيال تشونغ                    | 3 نوفمبر 2011      | 8003        | 6.15                               |
| 159         | 7            | «بديلة بام»                    | مات سون         | أليسون سيلفرمان                 | 10 نوفمبر 2011     | 8007        | 5.96                               |
| 160         | 8            | «جيتيسبيرغ»                    | جيفري بليتز     | روبرت بادنيك                    | 17 نوفمبر 2011     | 8008        | 5.50                               |
| 161         | 9            | «السيدة كاليفورنيا»            | تشارلي غراندي   | دان غريني                       | 1 ديسمبر 2011      | 8009        | 5.71                               |
| 162         | 10           | «أماني عيد الميلاد»            | إد هيلمز        | ميندي كالينغ                    | 8 ديسمبر 2011      | 8010        | 5.79                               |
| 163         | 11           | «مسابقة التفاهة»               | بي. جيه. نوفاك  | ستيف هيلي                       | 12 يناير 2012      | 8011        | 5.90                               |
| 164         | 12           | «حفل حمام السباحة»             | تشارلز ماكدوغال | أوين إليكسون                    | 19 يناير 2012      | 8012        | 6.02                               |
| 165         | 13           | «واجب هيئة المحلفين»           | إريك أبيل       | آرون شور                        | 2 فبراير 2012      | 8013        | 5.31                               |
| 166         | 14           | «مشروع خاص»                    | ديفيد روجرز     | أميلي جيليت                     | 9 فبراير 2012      | 8014        | 5.19                               |
| 167         | 15           | «تالاهاسي»                     | مات سون         | دانيال تشونغ                    | 16 فبراير 2012     | 8015        | 4.38                               |
| 168         | 16           | «بعد ساعات»                    | بريان بومغارتنر | هالستيد سوليفان، وارن ليبرشتاين | 23 فبراير 2012     | 8016        | 5.02                               |
| 169         | 17           | «اختبار المتجر»                | برينت فورستر    | ميندي كالينغ                    | 1 مارس 2012        | 8017        | 4.95                               |
| 170         | 18           | «آخر يوم في فلوريدا»           | مات سون         | روبرت بادنيك                    | 8 مارس 2012        | 8018        | 4.89                               |
| 171         | 19           | «فز بقلب الفتاة»               | راين ويلسون     | تشارلي غراندي                   | 15 مارس 2012       | 8019        | 4.87                               |
| 172         | 20           | «حفل الترحيب»                  | إد هيلمز        | ستيف هيلي                       | 12 أبريل 2012      | 8020        | 4.39                               |
| 173         | 21           | «آندي الغاضب»                  | كلير سكانلون    | جاستن سبيتزر                    | 19 أبريل 2012      | 8021        | 4.35                               |
| 174         | 22           | «جمع التبرعات»                 | ديفيد روجرز     | أوين إليكسون                    | 26 أبريل 2012      | 8022        | 4.17                               |
| 175         | 23           | «حرب العشب»                    | دانيال تشونغ    | وارن ليبرشتاين، هالستيد سوليفان | 3 مايو 2012        | 8023        | 4.44                               |
| 176         | 24           | «إستديو صورة العائلة المجانية» | بي. جيه. نوفاك  | بي. جيه. نوفاك                  | 10 مايو 2012       | 8024        | 4.49                               |

### الموسم التاسع (2012–2013)
في 11 مايو 2012، جددت هيئة الإذاعة الوطنية عقدها من مسلسل المكتب لموسم تاسع، وأُعلن لاحقًا أنه الموسم الأخير. يتكون الموسم من 25 حلقة.
يركز الموسم التاسع بشكل كبير على علاقة جيم هالبرت وبام هالبرت (قبل الزواج: بيزلي). بعدما قرر جيم السعي لحلمه بتكوين شركة تسويق رياضي في فيلادلفيا، تبدأ بام بالقلق بشأن الانتقال، وتواجه علاقتهما التوتر. في تلك الأثناء، يتخلى آندي عن المكتب لأجل الانطلاق في رحلة بحرية على قارب لمدة ثلاثة أشهر، وفي النهاية استقال من وظيفته للسعي لتحقيق حلمه ليصبح نجمًا. لاحقًا يترقى دوايت لمنصب المدير الإقليمي.
| ر. الإجمالي | ر. في الموسم | العنوان                                  | المخرج          | الكاتب                          | تاريخ العرض الأصلي | رمز الإنتاج | عدد المشاهدات الأمريكية (بالمليون) |
| ----------- | ------------ | ---------------------------------------- | --------------- | ------------------------------- | ------------------ | ----------- | ---------------------------------- |
| 177         | 1            |                                          | غريغ دانيلز     | غريغ دانيلز                     | 20 سبتمبر 2012     | 9001        | 4.28                               |
| 178         | 2            | «حفل زفاف روي»                           | مات سون         | أليسون سيلفرمان                 | 27 سبتمبر 2012     | 9002        | 4.13                               |
| 179         | 3            | «أسلاف آندي»                             | ديفيد روجرز     | جوناثان غرين، غيب ميلر          | 4 أكتوبر 2012      | 9003        | 4.14                               |
| 180         | 4            | «حافلة العمل»                            | براين كرانستون  | برينت فورستر                    | 18 أكتوبر 2012     | 9004        | 4.28                               |
| 181         | 5            | «ها قد أتى الثلاثي»                      | كلير سكانلون    | أوين إليكسون                    | 25 أكتوبر 2012     | 9006        | 4.00                               |
| 182         | 6            | «القارب»                                 | جون كراسينسكي   | دان ستيرلنغ                     | 8 نوفمبر 2012      | 9007        | 4.83                               |
| 183         | 7            | «الحوت»                                  | رودمان فليندر   | كاري كيمبر                      | 15 نوفمبر 2012     | 9008        | 4.16                               |
| 184         | 8            | «الهدف»                                  | برينت فورستر    | غراهام واغنر                    | 29 نوفمبر 2012     | 9009        | 3.88                               |
| 185         | 9            | «حفل دوايت لعيد الميلاد»                 | تشارلز ماكدوغال | روبرت بادنيك                    | 6 ديسمبر 2012      | 9010        | 4.16                               |
| 186         | 10           | «القمل»                                  | رودمان فليندر   | نيكي شوارتز-رايت                | 10 يناير 2013      | 9011        | 4.54                               |
| 187         | 11           | «مستودع البذل»                           | مات سون         | دان غريني                       | 17 يناير 2013      | 9012        | 4.15                               |
| 188         | 12           | «الولاء للعملاء»                         | كيلي كانتلي     | جوناثان غرين، غيب ميلر          | 24 يناير 2013      | 9013        | 4.19                               |
| 189         | 13           | «موظف مبيعات مبتدئ»                      | ديفيد روجرز     | كاري كيمبر                      | 31 يناير 2013      | 9014        | 4.45                               |
| 190         | 14           | «التخريب»                                | لي كيرك         | أوين إليكسون                    | 31 يناير 2013      | 9015        | 3.97                               |
| 191         | 15           | «خصم الأزواج»                            | تروي ميلر       | أليسون سيلفرمان                 | 7 فبراير 2013      | 9016        | 4.15                               |
| 192         | 16           | «المضي قدمًا»                             | جون فافرو       | غراهام واغنر                    | 14 فبراير 2013     | 9017        | 4.06                               |
| 193         | 17           | «المزرعة»                                | بول ليبرشتاين   | بول ليبرشتاين                   | 14 مارس 2013       | 9005        | 3.54                               |
| 194         | 18           | «العروض الأولية»                         | جينيفر تشيلوتا  | تيم ماكوليف                     | 4 أبريل 2013       | 9018        | 3.44                               |
| 195         | 19           | «سلم مجدون»                              | مات سون         | دان ستيرلنغ                     | 11 أبريل 2013      | 9019        | 3.83                               |
| 196         | 20           | «طائرة ورقية»                            | جيسي بيرتس      | هالستيد سوليفان، وارن ليبرشتاين | 25 أبريل 2013      | 9020        | 3.25                               |
| 197         | 21           | «تحقيق الحلم»                            | جيفري بليتز     | نيكي شوارتز-رايت                | 2 مايو 2013        | 9021        | 3.51                               |
| 198199      | 2223         | «مساعد لمساعد المدير الإقليمي (م.م.م.إ)» | ديفيد روجرز     | برينت فورستر                    | 9 مايو 2013        | 90229023    | 4.56                               |
| 200201      | 2425         | «الخاتمة»                                | كين كوابيس      | غريغ دانيلز                     | 16 مايو 2013       | 90249025    | 5.69                               |

## حلقات الويب

### المحاسبون (2006)
أعلنت هيئة الإذاعة الوطنية في 16 مارس 2006 أن 10 حلقات ويب جديدة ومنفصلة ستُعرض على موقعها. بدأ عرض الحلقات في 13 يوليو 2006 وانتهى عرضها في 7 سبتمبر من نفس العام. أخرج الحلقات راندال أينهورن وكتبها مايكل شور وبول ليبرشتاين وركبها مايكل زورر، المونتير المساعد للمسلسل. استغرق تصويرها يومين، في يونيو 2007، فاز مسلسل المحاسبين جائزة أفضل مسلسل كوميدي قصير في افتتاحية جوائز ويبي وجائزة الإيمي داي تايم لأفضل برنامج على الإنترنت – كوميديا. في نوفمبر 2007، أصبحت حلقات الويب نقطة جدلية لنقابة الكتاب الأمريكية الشرقية في إضراب 2007، لأنه لم يتلقى أي من المشاركين فيها سواء كُتَّاب أو ممثلين ما تبقى من أجورهم على مشاركتهم.
لم تظهر الشخصيات الرئيسية مثل مايكل وجيم وبام في حلقات المحاسبين. كان التركيز منصبًا على أعضاء قسم المحاسبة الثلاث ألا وهم أوسكار وأنجيلا وكيفن - الذين ظهروا في كل الحلقات - أثناء محاولتهم لإيجاد 3000 دولار أمريكي مفقودة من ميزانية المكتب.
| ر. الإجمالي | العنوان              | المخرج         | الكاتب                   | تاريخ الإصدار الأصلي |
| ----------- | -------------------- | -------------- | ------------------------ | -------------------- |
| 1           | «الكتب لا تتوازن»    | راندال أينهورن | مايكل شور، بول ليبرشتاين | 13 يوليو 2006        |
| 2           | «فيليس»              | راندال أينهورن | مايكل شور، بول ليبرشتاين | 13 يوليو 2006        |
| 3           | «ميريديث»            | راندال أينهورن | مايكل شور، بول ليبرشتاين | 20 يوليو 2006        |
| 4           | «ستانلي»             | راندال أينهورن | مايكل شور، بول ليبرشتاين | 27 يوليو 2006        |
| 5           | «شخص ما في المستودع» | راندال أينهورن | مايكل شور، بول ليبرشتاين | 3 أغسطس 2006         |
| 6           | «المذكرة»            | راندال أينهورن | مايكل شور، بول ليبرشتاين | 10 أغسطس 2006        |
| 7           | «الأمور تتوتر»       | راندال أينهورن | مايكل شور، بول ليبرشتاين | 17 أغسطس 2006        |
| 8           | «أنت لئيم»           | راندال أينهورن | مايكل شور، بول ليبرشتاين | 24 أغسطس 2006        |
| 9           | «مكتب مايكل»         | راندال أينهورن | مايكل شور، بول ليبرشتاين | 31 أغسطس 2006        |
| 10          | «أفضل يوم في حياتي»  | راندال أينهورن | مايكل شور، بول ليبرشتاين | 7 سبتمبر 2006        |

### قرض كيفن (2008)
طلبت هيئة الإذاعة الوطنية مجموعة جديدة من حلقات الويب لصيف 2008. بدأ مسلسل حلقات الويب عرضه في 10 يوليو 2008، وانتهى عرضه في 31 يوليو 2008. تبرز حلقات الويب كيفن، الذي يسعى لحل فريد لمحاولة تسديد ديونه الواضحة بالقمار. الشخصيات الأخرى التي ظهرت هي أوسكار وستانلي وداريل.
| ر. الإجمالي | العنوان         | المخرج       | الكاتب           | تاريخ الإصدار الأصلي |
| ----------- | --------------- | ------------ | ---------------- | -------------------- |
| 1           | «مشكلة مالية»   | برينت فورستر | أنتوني كيو فاريل | 10 يوليو 2008        |
| 2           | «مخاريط مالون»  | برينت فورستر | ريان كوه         | 17 يوليو 2008        |
| 3           | «أسلاك مكشوفة»  | برينت فورستر | ريان كوه         | 24 يوليو 2008        |
| 4           | «تذوق المثلجات» | برينت فورستر | أنتوني كيو فاريل | 31 يوليو 2008        |

### تفجر المشاعر (2008)
طلبت هيئة الإذاعة الوطنية مجموعة جديدة من حلقات الويب لشتاء 2008. بدأ عرض حلقات الويب في 20 نوفمبر 2008. حلقات الويب من بطولة جميع شخصيات المكتب عدا مايكل وبام وجيم ودوايت وريان. يحكي الموسم عن تفجر لمشاعر أوسكار في وسط المكتب ويبدأ زملائه بالتحقيق.
| ر. الإجمالي | العنوان    | المخرج                     | الكاتب                    | تاريخ الإصدار الأصلي |
| ----------- | ---------- | -------------------------- | ------------------------- | -------------------- |
| 1           | «المكالمة» | لي آيزنبرغ، جين ستوبنيتسكي | نيت فيدرمان، جوناثان هيوز | 20 نوفمبر 2008       |
| 2           | «التحقيق»  | لي آيزنبرغ، جين ستوبنيتسكي | نيت فيدرمان، جوناثان هيوز | 26 نوفمبر 2008       |
| 3           | «البحث»    | لي آيزنبرغ، جين ستوبنيتسكي | نيت فيدرمان، جوناثان هيوز | 4 ديسمبر 2008        |
| 4           | «الشرح»    | لي آيزنبرغ، جين ستوبنيتسكي | نيت فيدرمان، جوناثان هيوز | 11 ديسمبر 2008       |

### الابتزاز (2009)
يقرر كريد ابتزاز الأشخاص، ويحاول أخذ المال من أوسكار وكيلي وأنجيلا وميريديث.
| ر. الإجمالي | العنوان     | المخرج         | الكاتب       | تاريخ الإصدار الأصلي |
| ----------- | ----------- | -------------- | ------------ | -------------------- |
| 1           | «أوسكار»    | بي. جيه. نوفاك | نيت فيدرمان  | 7 مايو 2009          |
| 2           | «آندي»      | بي. جيه. نوفاك | نيت فيدرمان  | 14 مايو 2009         |
| 3           | «كيلي»      | بي. جيه. نوفاك | جوناثان هيوز | 21 مايو 2009         |
| 4           | «يوم الدفع» | بي. جيه. نوفاك | جوناثان هيوز | 28 مايو 2009         |

### جنسية خفيفة (2009)
تكون كيلي وإرين مجموعتهما النسائية الخاصة - الجنسية الخفيفة - وتجعلان ريان وآندي يساعداهما بأول مقطع موسيقي لهما «ميل بريما دونا».
| ر. الإجمالي | العنوان                  | المخرج       | الكاتب                    | تاريخ الإصدار الأصلي |
| ----------- | ------------------------ | ------------ | ------------------------- | -------------------- |
| 1           | «اختلافات إبداعية»       | ميندي كالينغ | نيت فيدرمان، جوناثان هيوز | 29 أكتوبر 2009       |
| 2           | «البديل»                 | ميندي كالينغ | نيت فيدرمان، جوناثان هيوز | 29 أكتوبر 2009       |
| 3           | «المقطع الموسيقي المصور» | ميندي كالينغ | نيت فيدرمان، جوناثان هيوز | 29 أكتوبر 2009       |

### المرشدة (2010)
ترغب إرين في تغيير مسيرتها المهنية وتجد لنفسها مرشدة وهي أنجيلا.
| ر. الإجمالي | العنوان              | المخرج      | الكاتب                    | تاريخ الإصدار الأصلي |
| ----------- | -------------------- | ----------- | ------------------------- | -------------------- |
| 1           | «التلميذة»           | كيلي كانتلي | نيت فيدرمان، جوناثان هيوز | 4 مارس 2010          |
| 2           | «السداد»             | كيلي كانتلي | نيت فيدرمان، جوناثان هيوز | 4 مارس 2010          |
| 3           | «وقت الغداء»         | كيلي كانتلي | نيت فيدرمان، جوناثان هيوز | 4 مارس 2010          |
| 4           | «أفضل صديقين للأبد؟» | كيلي كانتلي | نيت فيدرمان، جوناثان هيوز | 4 مارس 2010          |

### الطابق الثالث (2010)
يحاول ريان أن ينتج فيلم رعب بعنوان «الطابق الثالث» ويستخدم داندر ميفلين مكانًا للتصوير، وكذلك يعمل الموظفون إرين وغيب وكيفن وميريديث ممثلين.
| ر. الإجمالي | العنوان                | المخرج       | الكاتب                             | تاريخ الإصدار الأصلي |
| ----------- | ---------------------- | ------------ | ---------------------------------- | -------------------- |
| 1           | «المضي قدمًا»           | ميندي كالينغ | كيلي هانون، جوناثان هيوز، ماري وول | 28 أكتوبر 2010       |
| 2           | «أضواء. كاميرا. أكشن!» | ميندي كالينغ | كيلي هانون، جوناثان هيوز، ماري وول | 28 أكتوبر 2010       |
| 3           | «المنتج النهائي»       | ميندي كالينغ | كيلي هانون، جوناثان هيوز، ماري وول | 28 أكتوبر 2010       |

### التدوين الصوتي (2011)
يحاول غيب تسجيل مدونة صوتية في المكتب حول موقع سيبر، آملاً في إبهار الشركة. أصبحت حلقات الويب متاحة في 20 يناير 2011 على موقع هيئة الإذاعة الوطنية، وكانت مضمنة في إصدار الدي في دي للموسم السادس.
| ر. الإجمالي | العنوان            | المخرج        | الكاتب       | تاريخ الإصدار الأصلي |
| ----------- | ------------------ | ------------- | ------------ | -------------------- |
| 1           | «تدوين غيب الصوتي» | تشارلي غراندي | كيلي هانون   | 20 يناير 2011        |
| 2           | «الإدخال الأول»    | تشارلي غراندي | ماري وول     | 20 يناير 2011        |
| 3           | «الحلقة الأولى»    | تشارلي غراندي | جوناثان هيوز | 20 يناير 2011        |

### ابنة الجيران (2011)
تركز السلسلة على المجموعة النسائية لكيلي وإرين المسماة الجنسية الخفيفة. توثق حلقة الويب الأولى نواحي ما خلف الكواليس لأغنيتهما الثانية «ابنة الجيران»، في حين أن الحلقة الثانية والأخيرة هي المقطع الموسيقي للأغنية نفسها، والتي تُظهر ريان. أصبحت الحلقتان متاحتان على موقع هيئة الإذاعة الوطنية في 4 مايو 2011.
| ر. الإجمالي | العنوان               | المخرج       | الكاتب                             | تاريخ الإصدار الأصلي |
| ----------- | --------------------- | ------------ | ---------------------------------- | -------------------- |
| 1           | «قصة الجنسية الخفيفة» | ميندي كالينغ | كيلي هانون، جوناثان هيوز، ماري وول | 4 مايو 2011          |
| 2           | «ابنة الجيران»        | ميندي كالينغ | كيلي هانون، جوناثان هيوز، ماري وول | 4 مايو 2011          |

## وصلات خارجية
- الموقع الرسمي (بالإنجليزية)